# Manuel Bendala Galán
Manuel Bendala Galán es un arqueólogo e historiador español, especializado en Cultura ibérica, Arqueología fenicio-púnica,  Tartessos y  el periodo orientalizante.

## Biografía
Manuel Bendala Galán natural de Cádiz, Licenciado en Filosofía y Letras y Doctorado en Historia (Arqueología) en la Universidad de Sevilla.
Fue profesor del Colegio Universitario de Cádiz en los años setenta y ha elaborado múltiples investigaciones arqueológicas, así como proyectos de todo tipo realizados y/o vinculados a la provincia de Cádiz.
Entre 1985 y 1989, Director del departamento de Prehistoria y Arqueología de la facultad de Filosofía y Letras de la Universidad Autónoma de Madrid. Fue elegido Decano de la Facultad entre 1992 y 1995 –periodo en el que impulsó la creación de la Biblioteca de Humanidades- y nombrado Director del Máster en Arqueología  y Patrimonio, desde 2007 hasta su jubilación en 2010. Además, entre 1988 y 2002 fue director de Cuadernos de Prehistoria y Arqueología de la Universidad Autónoma de Madrid.
El profesor Bendala ha generado -mediante la dirección de veintidós Tesis Doctorales junto a otras muchas cosas- una amplia y variada escuela académica.
Durante su larga trayectoria docente e investigadora ha recibido numerosos títulos y distinciones:[cita requerida] es miembro correspondiente del Instituto Arqueológico Alemán y de la Real Academia Sevillana de Bellas Artes, miembro electo de la Real Academia de Doctores de Madrid, patrono del Museo Arqueológico Nacional, de la Fundación Pastor de Estudios Clásicos y de la Fundación de Estudios Romanos. En 2014 recibió el Honoris Causa por parte de la Universidad de Huelva
Especializado también en Arqueología clásica y culturas ibéricas, es autor de gran número de libros y artículos, y ha participado en numerosos congresos nacionales e internacionales. Entre sus temas de investigación destacan las excavaciones arqueológicas de Carteia (San Roque, Cádiz), los numerosos estudios que ha hecho sobre la Dama de Elche, y su gran labor de divulgación de temas arqueológicos y de Historia Antigua.

## Obras (selección)
- El descubrimiento del orden clásico. El arte en Grecia y Roma. El arte paleocristiano.: (Historia del Arte Universal. Ars Magna IV). Con Carmen Sánchez Fernández. Madrid: Plantea. ISBN 84-08-46940-1
- Tartesios, íberos y celtas: pueblos, culturas y colonizaciones de la Hispania antigua. Temas de hoy, 2000. ISBN 84-7880-849-3
- El arte ibérico, con Lorenzo Abad Casal. Madrid : Historia Viva, 1999. ISBN 84-7679-406-1
- Arte egipcio y del Próximo Oriente. Con María José López Grande Madrid : Historia 16, 1996. ISBN 84-7679-302-2
- El arte romano Anaya, 1990. ISBN 84-207-3728-3
- La antigüedad: de la prehistoria a los visigodos. Sílex ediciones, 1990. ISBN 84-7737-020-6
- La antigüedad: de la prehistoria a los visigodos Madrid : Sílex, 1990. ISBN 84-7737-021-4
- Las Claves del arte griego . Ariel, 1988. ISBN 84-344-0425-7